# 圣塞尔旺
圣塞尔旺（法語：Saint-Servant）是法国莫尔比昂省的一个市镇，属于蓬蒂维区（Pontivy）若瑟兰县（Josselin）。该市镇总面积22.4平方公里，2009年时的人口为783人。

## 人口
圣塞尔旺人口变化图示